# Kevin Hogan
Kevin Michael Hogan (nascido em 20 de outubro de 1992) é um jogador de futebol americano que atuava na posição de quarterback na National Football League (NFL). Ele jogou futebol americano universitário para Universidade Stanford e foi o seu quarterback titular, a partir de 2012 a 2015. Ele foi elaborado pelo Kansas City Chiefs na quinta rodada de 2016 Draft da NFL, e também jogou pelo Cleveland Browns e o Denver Broncos.

## Primeiros anos
Hogan, nasceu na cidade de McLean, Virginia, filho de Jerry e Donna Hogan. Ele tem um irmão mais velho, Bryan, e uma irmã mais velha, Kelly. Seu avô jogou futebol na Marinha, enquanto seus tios jogaram futebol na catedral de Notre Dame. Hogan participaram Gonzaga Colégio High School , em Washington, D.C. , onde ele jogou futebol americano da escola para as Águias e foi duas vezes primeiro time de Washington Católica Atlético Conferência de seleção. Como um sênior, ele ganhou D.C. Jogador de honras do Ano e foi um 2010 Washington Post First Team All-Met seleção. Ele também foi nomeado o 2010 Destaque de Alta Escola de Jogador do Ano para as escolas privadas por Fairfax County Hall da Fama do Futebol.

## Carreira na Faculdade

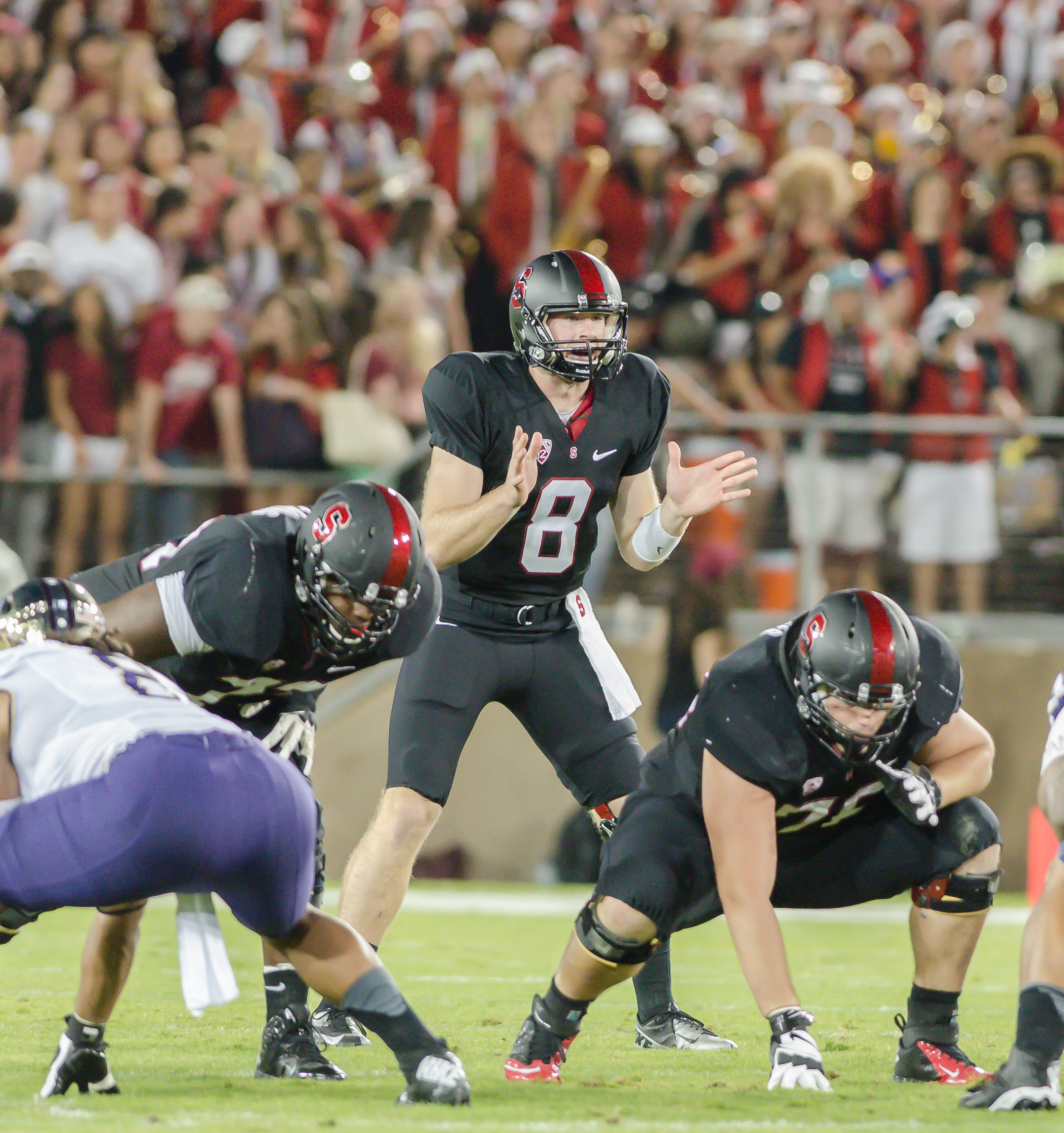
Hogan contra o Washington Huskies em 2013

### Temporada de 2012
Hogan viu o jogo se prolongar pela primeira vez em sua carreira universitária em 3 de novembro de 2012, quando a universidade de Stanford Cardinal jogou o Colorado Búfalos em Folsom Campo. Hogan substituído Josh Nunes após as duas primeiras posses e passou de 18 para 23 de 183 metros, jogando para dois touchdowns e nenhuma interceptação, e registrou 48 jardas correndo em sete traz. a Seguir o jogo, Hogan foi nomeado o quarterback titular para o Cardeal, substituindo Nunes. Depois de se tornar Stanford quarterback titular, Hogan levou o Cardeal três retas temporada regular vitórias contra classificado adversários: #13 Estado de Oregon, #2 Oregon, e #17 UCLA. Quando o #17 UCLA e Stanford, reuniu-se em 2012 Pac-12 de Campeonato, seis dias depois de sua temporada regular de reunião, Hogan levou o Cardeal a um 27-24 vitória, ganhando o Jogador Mais Valioso da honra e do envio de equipe ao Rose Bowl pela primeira vez desde 1999. No Rose Bowl, Hogan levou o Cardeal a um 20-14 vitória contra Wisconsin, terminando a temporada em cinco jogos a série de vitórias para terminar com um 12-2 registro. Apesar das limitações de tempo de jogo até o final da temporada, Hogan 263 correndo estaleiros foram o sétimo mais por um quarterback de Stanford, em uma temporada na história da escola.

### Temporada de 2013

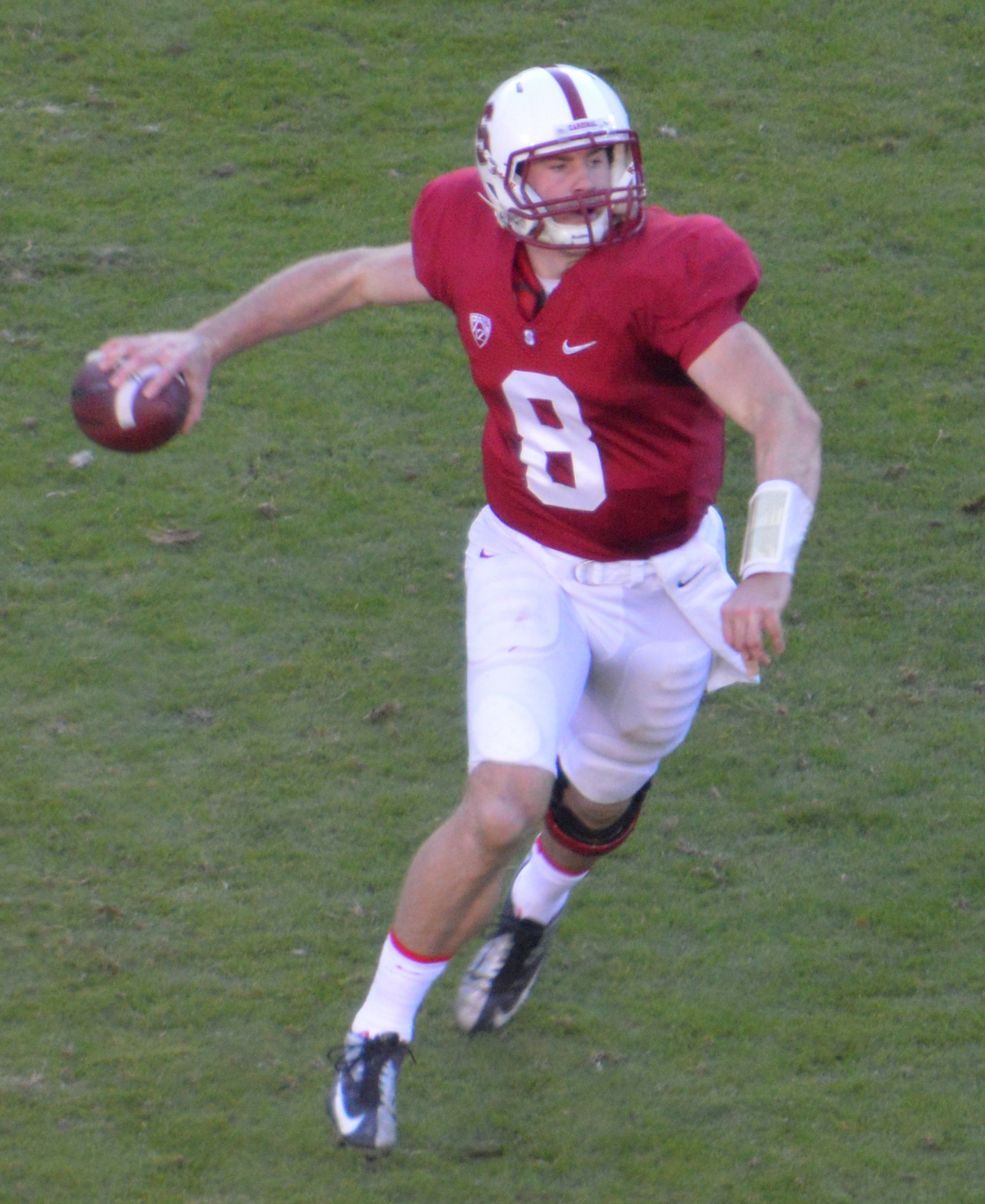
Hogan com o Stanford Cardinal em 2013

Hogan foi novamente nomeado Cardeal da partida para a temporada de 2013. Na abertura da temporada, contra o San Jose State em 7 de setembro de 2013, Hogan, que lançou para 207 jardas e dois touchdowns. Hogan passou a liderar o Cardeal a um 11-2 temporada regular registro, com notáveis vitórias sobre a catedral de Notre Dame, Oregon, UCLA, e do Estado do Arizona no Pac-12 jogo do Campeonato. No 11º jogo da temporada, Hogan, que lançou para uma carreira melhor 349 metros e 5 touchdowns (todos no primeiro semestre, e mais por um quarterback de Stanford desde 1999), em um 63-13 vitória sobre o rival da Califórnia. Estas vitórias ajudou o Cardeal ganhar uma vaga no brasil 2014 Rose Bowl contra o Estado de Michigan, onde os Espartanos venceu uma estreita 24-20 vitória depois de parar Hogan e o Cardeal ofensa crítica 4º para baixo-jogo, no fim do quarto trimestre. Hogan, e terminou a temporada com 2,630 jardas, 20 touchdowns de passagem, dois touchdowns terrestres e 10 interceptações.

### Temporada de 2014
Hogan, continuou o Cardeal do quarterback partida para o início de 2014. Eles terminaram a temporada regular com um 8-5 registro, com perdas para os rivais, a catedral de Notre Dame, juntamente com os quatro em conferência de perdas para a USC, Universidade do Estado do Arizona, Oregon e Utah. Stanford derrotou o Maryland tartarugas fluviais 45-21 em 2014 promoção Fazendas Tigela. neste jogo, Hogan completou 14 de 20 passes para 189 jardas e dois touchdowns, e também correu para 50 metros em sete tentativas, ganhando o jogo o prêmio de MVP. Ele terminou a temporada com 2,792 jardas, 19 passes para touchdown, cinco touchdowns terrestres, e oito interceptações.

### Temporada de 2015
Depois de uma chateado perda para Noroeste no jogo de abertura, em 2015, o Cardeal recuperou-se ao vencer seus próximos oito jogos e terminou a temporada com um 12-2 registro. Eles foram a única equipe no futebol universitário do campeonato, a jogar apenas 5 equipes em toda a sua programação. Durante o 8-game winning streak, Hogan, que lançou para 1,676 m, de 16 touchdowns, 5 interceptações, e também marcou 3 touchdowns terrestres. Em um dia das bruxas, vitória sobre o Estado de Washington, Hogan correu para o 112 jardas e dois touchdowns, tornando-se o segundo quarterback de Stanford para apressar-se para mais de 100 jardas em um jogo. Depois de uma perda de Oregon, Hogan e o Cardeal venceu o resto de seus jogos da temporada, incluindo uma vitória contra o #6 catedral de Notre Dame, e conquistou o terceiro Pac-12 campeonato em quatro anos. Em sua última faculdade de jogo, a 2016 Rose Bowl, Hogan ajudou a levar Stanford, 35-0 no intervalo de chumbo em uma vitória fácil sobre o estado de Iowa. Ele terminou a temporada com 2,867 jardas e 27 derrotas (empatados em 3º na história da escola), e correu para 336 metros e 6 touchdowns (amarrando Jim Plunkett's 47 anos, recorde da escola). Sua 171.0 passando a eficiência que a temporada foi um registro da escola e a quinta no país, enquanto a sua total falta de 3,203 metros é a quarta de todos os tempos na universidade de Stanford. a Sua 67.8% percentual de realização foi 2º no Pac-10 e 6 no país, e sua média de 8.2 metros por jogar liderou a conferência e foi o terceiro no país. Ele ganhou segunda-team All-Pac-12 menções honrosas.
Hogan terminou a sua carreira com um 65.9% a porcentagem de conclusão, 9,385 jardas, 75 passes para touchdown, e uma escola-registro de 15 touchdowns terrestres. Sua 1,249 correndo metros é a mais por um quarterback de Stanford, e inclui quatro dos sete temporadas na categoria. Sua total falta de 10,634 metros é também um registro da escola, e sua carreira, passando a eficiência de 154.6 é apenas a segunda de Andrew Luck, e ele possui três de Stanford top 10 estações em ambas as categorias.

### Estatísticas
| Ano      | Equipa   | Jogos | Jogos | Passando | Passando | Passando | Passando | Passando | Passando | Passando | Passando | Correndo | Correndo | Correndo | Correndo |
| Ano      | Equipa   | JD    | JT    | Cmp      | Ten      | Pct      | Jardas   | J/T      | TD       | Int      | Rtg      | Ten      | Jardas   | Média    | TD       |
| -------- | -------- | ----- | ----- | -------- | -------- | -------- | -------- | -------- | -------- | -------- | -------- | -------- | -------- | -------- | -------- |
| 2012     | Stanford | 10    | 5     | 109      | 152      | 71,7%    | 1 096    | 7.2      | 9        | 3        | 147,9    | 55       | 263      | 4,8      | 2        |
| 2013     | Stanford | 14    | 14    | 180      | 295      | 61%      | 2 630    | 8,9      | 20       | 10       | 151,5    | 84       | 355      | 4,2      | 2        |
| 2014     | Stanford | 13    | 13    | 232      | 352      | 65,9%    | 2 792    | 7,9      | 19       | 8        | 145,8    | 91       | 295      | 3,2      | 5        |
| 2015     | Stanford | 14    | 14    | 206      | 304      | 67,8%    | 2 867    | 9,4      | 27       | 8        | 171,0    | 85       | 336      | 4,0      | 6        |
| Carreira | Carreira | 51    | 46    | 727      | 1 103    | 65,9%    | 9 385    | 8,5      | 75       | 29       | 154,6    | 315      | 1 249    | 4,0      | 15       |

## Carreira profissional
| Ht                              | Wt             | Comprimento do braço  | Tamanho de mão     | De 40 yard dash | 10-yd split | 20-yd split      | 20-ss              | 3-cone | Vert salto | Amplo | Wonderlic |
| ------------------------------- | -------------- | --------------------- | ------------------ | --------------- | ----------- | ---------------- | ------------------ | ------ | ---------- | ----- | --------- |
| 6 pés 3 em (1.91 m)             | 218 lb (99 kg) | 32 3⁄8 em (De 0,82 m) | 10 1⁄4 em (0.26 m) | 4.78 s          | 6.90 s      | 32.5 em (0.83 m) | 9 ft 5 em (2.87 m) | 38     |            |       |           |
| Todos os valores da NFL Combine |                |                       |                    |                 |             |                  |                    |        |            |       |           |

### Kansas City Chiefs
Hogan foi selecionado na quinta rodada (162 geral) de 2016 NFL Draft pelo Kansas City Chiefs no dia 30 de abril. Ele foi lançado pelos Chefes em 3 de setembro de 2016.

### Cleveland Browns

#### Temporada de 2016
Hogan foi assinado para o Cleveland Browns' prática esquadrão em 5 de setembro de 2016. Em 11 de outubro de 2016, ele foi contratado para o active lista (roster). No dia 23 de outubro, em 2016, contra o Cincinnati Bengals, ele fez o seu de estreia da NFL. Inicialmente, ele entrou no jogo a ser utilizado em vários opção de leitura para pacotes de quarterback, correndo três vezes por 37 jardas. No entanto, uma vez quarterback titular Cody Kessler sofreu uma lesão no segundo trimestre, Hogan, em seguida, jogou o resto do jogo. Hogan terminado o jogo, tendo completado 12 de 24 passes para os 100 metros com duas interceptações, enquanto também correndo sete vezes para 104 jardas e um touchdown. Seu touchdown foi uma 28-quintal do rush, que estabeleceu um novo recorde para o mais longo touchdown executado por um quarterback, Marrons história. Ele também foi o segundo Browns quarterback a correr para mais de 100 jardas em um jogo, e o primeiro quarterback na história da franquia a fazê-lo como um novato. Ele não ver muita ação após o Cincinnati jogo. No jogo seguinte, contra o New York Jets, ele veio para o jogo e completou dois passa para quatro jardas 31-28 perda. Ele apareceu em mais dois jogos ao longo da temporada, mas só gravou uma corrida de uma jarda contra o Baltimore Ravens.

#### Temporada de 2017
Em 8 de setembro de 2017, Hogan foi chamado de cópia de segurança para DeShone Kizer. Em 17 de setembro, contra o Baltimore Ravens, Kizer deixou o jogo no segundo trimestre, com uma dor de cabeça da enxaqueca. Hogan, em seguida, entrou no jogo, completando 5 de 11 passes para 118 jardas e 1 touchdown, e 1 interceptação antes de Kizer voltou no terceiro trimestre. Em 1 de outubro contra o Cincinnati Bengals, Hogan aliviado Kizer com mais de seis minutos restantes no quarto trimestre. Hogan completou 5 de 8 passa para 65 metros como o Browns perdido por um placar de 31-7. Durante a Semana, 5 contra o New York Jets, Hogan aliviado o escolhido Kizer seguinte intervalo e completou 16, de 19 passes para 194 jardas e 2 touchdowns e 1 interceptação, como o Browns perdido por um placar de 17-14. Em 11 de outubro, Hogan foi nomeado a Semana 6 de partida para o Browns no quarterback. Na Semana 6, contra o Houston Texans, ele completou 20 de 37 passes para 140 jardas e 1 touchdown, e 3 interceptações como o Browns perdido por um placar de 33-17. Ele também correu 5 vezes por 36 metros. Kizer, em seguida, foi re-nomeado o starter. Hogan também foi listado como inativo para os próximos três jogos devido a uma costela de lesão sofrida na primeira partida.

### Washington Redskins
Em 6 de abril de 2018, Hogan foi trocado para o Washington Redskins , em troca de um swap da sexta rodada pega em 2018 Draft da NFL. Ele foi dispensado para o final da lista de inscritos cortes antes do início da temporada regular, em 1 de setembro de 2018.

### Denver Broncos
Em 2 de setembro de 2018, Hogan foi reivindicado fora renúncias pelo Denver Broncos.
| Ano      | Equipa   | JD | JT | Passando | Passando | Passando | Passando | Passando | Passando | Passando | Passando | Correndo | Correndo | Correndo | Correndo |
| Ano      | Equipa   | JD | JT | Cmp      | Ten      | Pct      | Jardas   | J/T      | TD       | Int      | Rtg      | Ten      | Jardas   | Média    | TD       |
| -------- | -------- | -- | -- | -------- | -------- | -------- | -------- | -------- | -------- | -------- | -------- | -------- | -------- | -------- | -------- |
| 2016     | CLE      | 4  | 0  | 14       | 26       | 53,8%    | 104      | 4,0      | 0        | 2        | 31,6     | 8        | 105      | 13,1     | 1        |
| 2017     | CLE      | 4  | 1  | 46       | 75       | 61,3%    | 517      | 6,9      | 4        | 5        | 71,9     | 10       | 71       | 7,1      | 0        |
| Carreira | Carreira | 8  | 1  | 60       | 101      | 59,4%    | 621      | 6,1      | 4        | 7        | 61,5     | 18       | 176      | 9,8      | 1        |